# Baia di Penney
La baia di Penney è una baia larga circa 10 km situata sulla costa di Budd, nella parte occidentale della Terra di Wilkes, in Antartide. Nella baia, i cui confini sono costituiti dalla penisola Browning, a ovest, e dalla dorsale di Robinson, a est, si getta il Peterson, che occupa tutta la costa orientale della baia. All'interno delle acque della baia è poi presente un gran numero di isole facenti parte della regione orientale dell'arcipelago delle isole Windmill, tra cui le isole Birkenhauer, Boffa, Bosner, Bousquet, Cloyd, Herring, Spano e diverse altre ancora.

## Storia
La baia di Penney è stata mappata nel 1955 da G. D. Blodgett grazie a fotografie aeree scattate durante l'operazione Highjump, 1946-1947, ed è stata così battezzata dal Comitato consultivo dei nomi antartici in onore di Richard L. Penney, un ornitologo e biologo di stanza alla stazione Wilkes nel 1959 e nel 1960.